# Buscht
Buscht ist ein Ortsteil der Ortsgemeinde Utscheid im Eifelkreis Bitburg-Prüm in Rheinland-Pfalz.

## Geographische Lage
Der Ortsteil Buscht liegt südlich der Ortsgemeinde Utscheid auf einer Anhöhe. Der ältere Teil des Ortes ist durch steile Hanglage geprägt, während sich Neubauten auf der sich anschließenden Hochebene befinden. Buscht ist zudem von umfangreichen Waldbeständen umgeben.

## Geschichte
Um das Jahr 1820 bestand außerhalb des Hauptortes Utscheid nur der Hof Baustert-Waldburg und ein Gebäude anstelle der späteren Glashütte. Im Verlauf des 19. Jahrhunderts kamen einige Ansiedlungen außerhalb von Utscheid hinzu. Eine dieser Ansiedlungen ist der heutige Ortsteil Buscht. Im Jahre 1840 zählte man hier fünf Hütten. Im Jahre 1956 errichtete man einen Wasserturm, der später zum Wahrzeichen der Ortsgemeinde wurde.

## Wappen von Utscheid

Das Wappen der heute übergeordneten Gemeinde Utscheid wurde in Anlehnung an die drei Ortsteile und Wohnplätze der Gemeinde entworfen und stellt diese ebenfalls symbolisch dar.
Wappenbegründung: Der Apostelfürst Petrus ist der Patron der Kirche und Pfarrei Utscheid. St. Petrus wird mit dem Schlüssel dargestellt, hinten im Wappen. Der alte Wasserturm im Wappen vorne ist ein Wahrzeichen der Gemeinde Utscheid. Der Raum Utscheid gehörte früher zur Herrschaft Neuerburg, das symbolisiert das kleine Wappen Friedrichs von Neuerburg in der unteren Spitze des Wappens.

## Kultur und Sehenswürdigkeiten

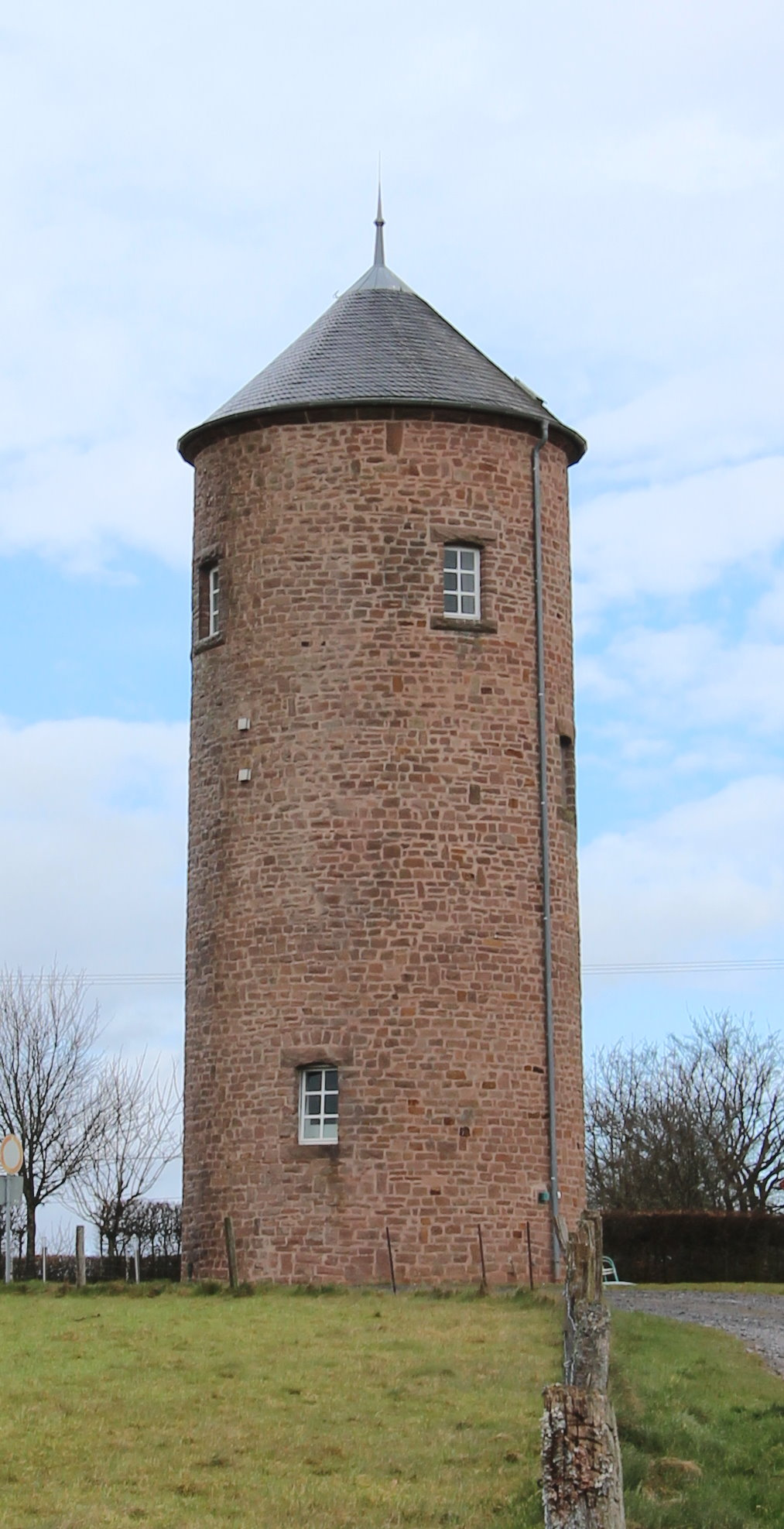
Wasserturm

### Bauwerke
Sehenswert ist in Buscht vor allem der 1956 vom Kreiswasserwerk Bitburg errichtete Wasserturm. Nach seiner Nutzung wurde er 1993 erst zu einer Galerie und später zu einer Ferienwohnung ausgebaut. Es handelt sich um einen schlichten Zylinder aus unverputztem roten Sandstein. Als kleinster (19 m hoch / 30 m³ groß) und jüngster (1956) Wasserturm Deutschlands wurde er zum Wahrzeichen, weshalb man ihn auch in das Wappen Utscheids integrierte.

### Naherholung
Buscht liegt innerhalb des Rundwanderweges 82 des Naturpark Südeifel.

## Wirtschaft und Infrastruktur

### Neubaugebiet
Im Jahr 2017 wurde ein Bebauungsplan für die Bitburger Straße im Ortsteil Buscht erstellt. Seitdem gibt es ein Neubaugebiet, welches sich in östlicher Richtung an den Ortsteil anschließt. Hierdurch wird die Lücke von Buscht zum Ortsteil Neuhaus deutlich verkleinert. Seit 2018 wurden hier bereits mehrere Neubauten errichtet.

### Unternehmen
Im Ort werden eine Gaststätte sowie ein Fahrzeughandel betrieben. Zudem gibt es eine Ferienwohnung im ehemaligen Wasserturm.

### Verkehr
Es existiert eine regelmäßige Busverbindung.
Buscht ist durch die K 66 erschlossen und liegt etwa 1,5 km westlich der B 50.